# Darkmere
A Darkmere: The Nightmare's Begun (röviden csak Darkmere) egy 1994-es fantasy környezetben játszódó, RPG elemeket is magában foglaló akció-kalandjáték Amigára, melyet a Zero Hour fejlesztett és a Core Design adott ki angol, német, francia és olasz nyelven. A tervezett Atari átirat végül sosem valósult meg. A programot eredetileg az Arcane Developments kezdte el készíteni és az eredeti céldátum 1992 Karácsonya volt, de a tervek túl nagyratörőnek bizonyultak a hardverhez és a csapathoz mérten és a folyamatos csúszások miatt a Core Design házon belülre szervezte a munkát és "gyakorlatilag a semmiből újraírták". Ezzel együtt a kiadó szerint az eredeti tervek mintegy 90%-a visszaköszön az elkészült játékban. A Core Design elkészítette a Darkmere folytatását Dragonstone néven Amigára és CD32-re, de ez fogadtatását tekintve nem tudott az első rész nyomába érni.

## Történet
Ebryn herceg szerepébe csöppenünk, akit király apja, Gildorn küldetéssel bízott meg. A királyságra sötét fellegek borulnak, orkok hadai, útonállók és sárkányok lepték el az országot, melyet csak rémálomnak (Darkmere) hívnak. A falusiak állandó rettegésben élnek, hogy megölik vagy elrabolják őket és senki sincs biztonságban, bárhová is megy. Gildorn régen elf volt és Malthar a varázsló által készített varázskardját, egy elf kristályt ad fiának, Ebrynnek, hogy keresse meg és pusztítsa el a gonoszt.

## Játékmenet
A játék három helyszínre oszlik, nevezetesen: a névtelen falu, a környező erdők és a sötét barlangok. Az előrejutáshoz küldetéseket kell teljesíteni, feladatokat kell megoldani. A játékos négy irányban mozoghat az izometrikus nézetű helyszíneket, melyek utcák, utak, szobák, stb. lehetnek. Különféle tárgyakkal, illetve nem-játékos szereplőkkel (NPC-k) lehet érintkezésbe kerülni, melyeket egy menüből kiválasztva azonosítani, átvizsgálni lehet, vagy személy esetén beszédbe elegyedhetünk velük értékes információkért. A főhős elf kardja felizzik, ha orkok vannak a közelben, a Gyűrűk urához hasonlóan. Ha a játékos ártatlanokat öl, akkor a kard megsérti őt magát is. Értelemszerűen, ha Ebryl életereje elfogy, akkor a játék véget ér. Érdemes a karakterekkel beszélgetni, mert a kapott információk bővítik a lehetséges beszélgetés-témákat, kulcsszavakat kapunk, melyek aztán témaként elérhetővé válnak. A harc valós időben zajlik és elég egyszerűnek mondható. Tűz + fel: csapás fejre, tűz + le: támadás védése, tűz + balra/jobbra: csapás testre. A játék egész menetén továbbá ugyanazt a fegyvert használjuk, amit a legelején kaptunk.
| Összegzőoldal | Értékelés |
| ------------- | --------- |
| Moby Score    | 7.7       |

| Szerző          | Értékelés |
| --------------- | --------- |
| Amiga Computing | 80%       |
| Amiga Format    | 80%       |
| Amiga Power     | 69%       |
| Amiga Joker     | 80%       |
| CU Amiga        | 79%       |
| TheOne Amiga    | 82%       |

| Szerző      | Díj                 |
| ----------- | ------------------- |
| Amiga Joker | #3 Best RPG in 1994 |

## Fogadtatás
A Darkmere-nek alapvetően jó visszhangja volt a szaksajtóban és a játékosok körében is. A TheOne 82%-ra értékelte, dicsérve az atmoszférikus hanghatásokat, melyek attól függően változnak, hogy milyen távol vagyunk a hang forrásától. "A játéknak stílusa van és az egész küldetés elég nagy ahhoz, hogy még egy tapasztaltabb kalandjátékost is hetekre lekössön ... de ha csak mérsékelten érdekel a kalandozás, akkor sem választhatsz jobban." – írta a TheOne. Ugyanez az újság ugyanakkor kritikaként fogalmazta meg, hogy strukturáltabb lehetne a térkép (Map) és a felszerelés (Inventory) nézet.
Az Amiga Joker magazin szerint "az időnként kicsinek bizonyuló képernyő-felbontáson és az idegesítő floppy-cserélgetésen kívül (mely utóbbi merevlemezre történt telepítés esetén nem jelentkezik) kevés dologra lehet panasz, teljesen digitális a hangzás, részletgazdag a grafika, precíz a joystick-vezérlés." Arról, hogy miért nem lett mégsem átütő sikersztori, azt gondolják, hogy ahhoz változatosabb játékmenet és több és forradalmibb újítás kellett volna.
A magyar 576 KByte magazin szerint "a játék talán egyetlen hibája, hogy a harc kissé primitívre sikeredett, de ez annyira azért nem zavaró. Egy szó, mint száz, ezt a játékot senki sem hagyhatja ki."

## Fordítás
- Ez a szócikk részben vagy egészben  a   Darkmere című angol Wikipédia-szócikk fordításán alapul.  Az eredeti cikk szerkesztőit annak laptörténete sorolja fel. Ez a jelzés csupán a megfogalmazás eredetét és a szerzői jogokat jelzi, nem szolgál a cikkben szereplő információk forrásmegjelöléseként.